# Боровково (Куньинский район)
Боровково — деревня в Куньинском районе Псковской области России. Входит в состав Пухновской волости.

## География
Расположена на северо-восточном побережье озера Озерон, в 40 км к югу от райцентра, пгт Кунья, и в 2 км к западу от волостного центра, деревни Пухново.

## Население
| 2001 | 2002 | 2010 |
| ---- | ---- | ---- |
| 188  | ↘149 | ↘144 |

Численность населения деревни по оценке на начало 2001 года составляла 188 жителей.